# Александер-Уокер, Никейл
Нике́йл Алекса́ндер-Уо́кер (англ. Nickeil Alexander-Walker; род. 2 сентября 1998, Торонто) — канадский баскетболист, выступающий за команду «Атланта Хокс» в Национальной баскетбольной ассоциации. На студенческом уровне выступал за команду политехнического университета Виргинии. Был выбран на драфте НБА 2019 года в 1-м раунде под 17-м номером командой «Бруклин Нетс» и был обменян в «Нью-Орлеан Пеликанс» через «Атланта Хокс». Играет на позиции атакующего защитника, но также может сыграть и разыгрывающего защитника.

## Карьера

### Средняя школа
Уроженец Торонто, Александер-Уокер, играл за среднюю школу Вон, христианскую академию в Сент-Луисе и христианскую академию Хэмильтон Хайтс. В Хэмильтон Хайтс Никейл играл со своим двоюродным братом Шей Гилджес-Александером. У них были близкие отношения, и они делили комнату в доме их школьного тренера. Александер-Уокер, выбирая между Мэрилендом, университетом Южной Калифорнии и политехническим университетом Виргинии, в мае 2016 года согласился на последний. Согласно порталу Scout.com, в классе 2017 года Никейл являлся проспектом №74.

### Колледж
В свой первый год за колледж Александер-Уокер набирал 10,7 очка и 3,8 подбора за игру. Во второй игре сезона Никейл установил свой рекорд результативности, набрав 29 очков в игре против «Цитадель Бульдогс». Команда Никейла установила рекорд 21-12 и попала в «Мартовское безумие». В первом раунде Никейл набрал 15 очков, но его команда всё равно проиграла Алабаме со счётом 83—86.
Во втором сезоне за Виргиния Тек Александер-Уокер набирал 16,5 очков, 4,1 подбора и 4,0 ассиста в среднем за игру. В этом сезоне его команда сумела выиграть 24 игры, а в «Мартовском безумии» дошла до полуфинала Восточного региона, уступив там «Дьюку».
После 2-х лет игры за колледж Александер-Уокер решил выставить свою кандидатуру на драфт НБА 2019 года.

### НБА

#### Нью-Орлеан Пеликанс (2019—2022)
На драфте НБА 2019 года Александр-Уокер был выбран под общим 17-м пиком командой «Бруклин Нетс» и был обменян в «Нью-Орлеан Пеликанс» через «Атланту Хокс».
26 февраля 2020 года «Пеликанс» перевели Александера-Уокера в команду «Эри Бэйхокс» из Джи Лиги НБА. 27 февраля 2020 года Александер-Уокер набрал 23 очка, четыре подбора, четыре передачи и два перехвата в своей первой игре в Джи Лиге против «Лонг-Айленд Нетс».
13 января 2021 года Александр-Уокер вышел в стартовом составе «Пеликанс» и набрал максимальные за карьеру 37 очков в матче против «Лос-Анджелес Клипперс».

#### Юта Джаз (2022—2023)
8 февраля 2022 года «Портленд Трэйл Блэйзерс» приобрел у «Нью-Орлеан Пеликанс» Александра-Уокера, Джоша Харта, Томаша Саторанского, Диди Лозаду, защищенный выбор первого раунда драфта 2022 года, право на выбора лучшего из пиков второго раунда драфта 2026 года «Нового Орлеана» и «Портленда» и выбор во втором раунде драфта 2027 года «Пеликанс» в обмен на Си Джей Макколлума, Ларри Нэнса (младшего) и Тони Снелла.
Через день Александр-Уокер был обменян в «Юту Джаз» в рамках сделки с тремя командами.

#### Миннесота Тимбервулвз (2023—2025)
9 февраля 2023 года Александер-Уокер и Майк Конли (младший) были обменяны в клуб «Миннесота Тимбервулвз» в рамках трехстороннего обмена с участием «Лос-Анджелес Лейкерс». 10 июля 2023 года он подписал новый контракт с «Миннесотой Тимбервулвз».
Александер-Уокер сыграл во всех 82 играх за «Тимбервулвз» в сезоне 2024/2025, набирая в среднем 9,4 очка, 3,2 подбора и 2,7 результативных передач. 26 мая 2025 года Александер-Уокер набрал рекордные для себя 23 очка в проигрышной четвёртой игре финала Западной конференции против «Оклахома-Сити Тандер» (126:128). «Тимбервулвз» проиграли серию в 5 играх.

#### Атланта Хокс (2025—настоящее время)
6 июля 2025 года Александер-Уокер подписал четырёхлетний контракт на сумму 62 миллиона долларов в рамках сделки с «Атланта Хокс» в обмен на выбор во втором раунде драфта 2027 года и денежное вознаграждение.

### Национальная сборная
Александер-Уокер выступал за сборную Канады на  чемпионате Америки 2016 года среди юношей до 18 лет, приведя её к серебряным медалям. Он стал самым результативным игроком турнира, набирая 17,4 очка за игру.
Александер-Уокер был включён в состав сборной Канады на летние Олимпийские игры 2024 года в Париже.

## Достижения

### Сборная Канады
- Бронзовый призёр чемпионата мира: 2023

## Статистика

### Статистика в НБА
| Сезон   | Команда    | Регулярный сезон | Регулярный сезон | Регулярный сезон | Регулярный сезон | Регулярный сезон | Регулярный сезон | Регулярный сезон | Регулярный сезон | Регулярный сезон | Регулярный сезон | Регулярный сезон | Серия плей-офф | Серия плей-офф | Серия плей-офф | Серия плей-офф | Серия плей-офф | Серия плей-офф | Серия плей-офф | Серия плей-офф | Серия плей-офф | Серия плей-офф | Серия плей-офф |
| Сезон   | Команда    | GP               | GS               | MPG              | FG%              | 3P%              | FT%              | RPG              | APG              | SPG              | BPG              | PPG              | GP             | GS             | MPG            | FG%            | 3P%            | FT%            | RPG            | APG            | SPG            | BPG            | PPG            |
| ------- | ---------- | ---------------- | ---------------- | ---------------- | ---------------- | ---------------- | ---------------- | ---------------- | ---------------- | ---------------- | ---------------- | ---------------- | -------------- | -------------- | -------------- | -------------- | -------------- | -------------- | -------------- | -------------- | -------------- | -------------- | -------------- |
| 2019/20 | Нью-Орлеан | 47               | 1                | 12,6             | 36,8             | 34,6             | 67,6             | 1,8              | 1,9              | 0,4              | 0,2              | 5,7              | Не участвовал  | Не участвовал  | Не участвовал  | Не участвовал  | Не участвовал  | Не участвовал  | Не участвовал  | Не участвовал  | Не участвовал  | Не участвовал  | Не участвовал  |
| 2020/21 | Нью-Орлеан | 46               | 13               | 21,9             | 41,9             | 34,7             | 72,7             | 3,1              | 2,2              | 1,0              | 0,5              | 11,0             | Не участвовал  | Не участвовал  | Не участвовал  | Не участвовал  | Не участвовал  | Не участвовал  | Не участвовал  | Не участвовал  | Не участвовал  | Не участвовал  | Не участвовал  |
| 2021/22 | Нью-Орлеан | 50               | 19               | 26,3             | 37,5             | 31,1             | 72,2             | 3,3              | 2,8              | 0,8              | 0,4              | 12,8             | Не участвовал  | Не участвовал  | Не участвовал  | Не участвовал  | Не участвовал  | Не участвовал  | Не участвовал  | Не участвовал  | Не участвовал  | Не участвовал  | Не участвовал  |
| 2021/22 | Юта        | 15               | 2                | 9,9              | 33,3             | 30,3             | 91,7             | 1,5              | 1,1              | 0,3              | 0,3              | 3,5              | 1              | 0              | 4,7            | 100,0          | -              | 100,0          | 1,0            | 1,0            | 1,0            | 0,0            | 5,0            |
| 2022/23 | Юта        | 36               | 3                | 14,7             | 48,8             | 40,2             | 69,2             | 1,6              | 2,1              | 0,7              | 0,4              | 6,3              | Не участвовал  | Не участвовал  | Не участвовал  | Не участвовал  | Не участвовал  | Не участвовал  | Не участвовал  | Не участвовал  | Не участвовал  | Не участвовал  | Не участвовал  |
| 2022/23 | Миннесота  | 23               | 0                | 15,5             | 38,4             | 36,1             | 61,9             | 1,8              | 1,4              | 0,3              | 0,3              | 5,9              | 5              | 4              | 29,6           | 42,9           | 40,0           | 66,7           | 2,0            | 1,4            | 0,6            | 0,2            | 8,4            |
| 2023/24 | Миннесота  | 82               | 20               | 23,4             | 43,9             | 39,1             | 80,0             | 2,0              | 2,5              | 0,8              | 0,5              | 8,0              | 16             | 1              | 23,6           | 36,6           | 29,6           | 100,0          | 1,8            | 2,3            | 0,6            | 0,4            | 7,3            |
| 2024/25 | Миннесота  | 82               | 10               | 25,3             | 43,8             | 38,1             | 78,0             | 3,2              | 2,7              | 0,6              | 0,4              | 9,4              | 15             | 0              | 20,7           | 38,9           | 34,9           | 88,2           | 1,8            | 2,3            | 0,4            | 0,3            | 8,3            |
|         | Всего      | 381              | 68               | 20,8             | 41,4             | 36,0             | 74,3             | 2,5              | 2,3              | 0,7              | 0,4              | 8,6              | 37             | 5              | 22,7           | 38,9           | 33,1           | 90,3           | 1,8            | 2,2            | 0,5            | 0,4            | 7,8            |

### Статистика в Джи-Лиге
| Сезон   | Команда     | Регулярный сезон | Регулярный сезон | Регулярный сезон | Регулярный сезон | Регулярный сезон | Регулярный сезон | Регулярный сезон | Регулярный сезон | Регулярный сезон | Регулярный сезон | Регулярный сезон | Серия плей-офф | Серия плей-офф | Серия плей-офф | Серия плей-офф | Серия плей-офф | Серия плей-офф | Серия плей-офф | Серия плей-офф | Серия плей-офф | Серия плей-офф | Серия плей-офф |
| Сезон   | Команда     | GP               | GS               | MPG              | FG%              | 3P%              | FT%              | RPG              | APG              | SPG              | BPG              | PPG              | GP             | GS             | MPG            | FG%            | 3P%            | FT%            | RPG            | APG            | SPG            | BPG            | PPG            |
| ------- | ----------- | ---------------- | ---------------- | ---------------- | ---------------- | ---------------- | ---------------- | ---------------- | ---------------- | ---------------- | ---------------- | ---------------- | -------------- | -------------- | -------------- | -------------- | -------------- | -------------- | -------------- | -------------- | -------------- | -------------- | -------------- |
| 2019/20 | Эри Бэйхокс | 2                | 2                | 34,9             | 35,3             | 41,7             | 60,0             | 6,0              | 4,5              | 0,5              | 0,5              | 16,5             | Не участвовал  | Не участвовал  | Не участвовал  | Не участвовал  | Не участвовал  | Не участвовал  | Не участвовал  | Не участвовал  | Не участвовал  | Не участвовал  | Не участвовал  |
|         | Всего       | 2                | 2                | 34,9             | 35,3             | 41,7             | 60,0             | 6,0              | 4,5              | 0,5              | 0,5              | 16,5             | Не участвовал  | Не участвовал  | Не участвовал  | Не участвовал  | Не участвовал  | Не участвовал  | Не участвовал  | Не участвовал  | Не участвовал  | Не участвовал  | Не участвовал  |

### Статистика в NCAA
| Сезон   | Команда      | Conf  | Class | GP | GS | MPG  | FG%  | 3P%  | FT%  | RPG | APG | SPG | BPG | PPG  |
| ------- | ------------ | ----- | ----- | -- | -- | ---- | ---- | ---- | ---- | --- | --- | --- | --- | ---- |
| 2017/18 | Виргиния Тек | ACC   | FR    | 33 | 33 | 25,4 | 44,9 | 39,2 | 73,0 | 3,8 | 1,5 | 0,8 | 0,5 | 10,7 |
| 2018/19 | Виргиния Тек | ACC   | SO    | 34 | 34 | 34,3 | 47,4 | 37,4 | 77,8 | 4,1 | 4,0 | 1,9 | 0,5 | 16,2 |
| Всего   | Всего        | Всего | Всего | 67 | 67 | 29,9 | 46,4 | 38,3 | 76,3 | 4,0 | 2,7 | 1,4 | 0,5 | 13,5 |